# Cousances-les-Forges
Cousances-les-Forges és un municipi francès situat al departament del Mosa i a la regió del Gran Est. L'any 2007 tenia 1.706 habitants.

## Demografia

### Població
El 2007 la població de fet de Cousances-les-Forges era de 1.706 persones. Hi havia 688 famílies, de les quals 180 eren unipersonals (96 homes vivint sols i 84 dones vivint soles), 208 parelles sense fills, 248 parelles amb fills i 52 famílies monoparentals amb fills.
La població ha evolucionat segons el següent gràfic:
Habitants censats

### Habitatges
El 2007 hi havia 759 habitatges, 692 eren l'habitatge principal de la família, 28 eren segones residències i 39 estaven desocupats. 687 eren cases i 67 eren apartaments. Dels 692 habitatges principals, 505 estaven ocupats pels seus propietaris, 170 estaven llogats i ocupats pels llogaters i 17 estaven cedits a títol gratuït; 5 tenien una cambra, 22 en tenien dues, 98 en tenien tres, 222 en tenien quatre i 346 en tenien cinc o més. 463 habitatges disposaven pel capbaix d'una plaça de pàrquing. A 285 habitatges hi havia un automòbil i a 309 n'hi havia dos o més.

### Piràmide de població
La piràmide de població per edats i sexe el 2009 era:
| Homes | Edats   | Dones |
| ----- | ------- | ----- |
| 0     | 95 o +  | 0     |
| 0     | 90 a 94 | 8     |
| 4     | 85 a 89 | 16    |
| 4     | 80 a 84 | 16    |
| 12    | 75 a 79 | 32    |
| 44    | 70 a 74 | 20    |
| 40    | 65 a 69 | 36    |
| 28    | 60 a 64 | 40    |
| 44    | 55 a 59 | 32    |
| 80    | 50 a 54 | 92    |
| 72    | 45 a 49 | 72    |
| 60    | 40 a 44 | 88    |
| 48    | 35 a 39 | 40    |
| 56    | 30 a 34 | 36    |
| 56    | 25 a 29 | 60    |
| 76    | 20 a 24 | 52    |
| 80    | 15 a 19 | 72    |
| 44    | 10 a 14 | 32    |
| 52    | 5 a 9   | 56    |
| 32    | 0 a 4   | 44    |

## Economia
El 2007 la població en edat de treballar era de 1.136 persones, 808 eren actives i 328 eren inactives. De les 808 persones actives 723 estaven ocupades (407 homes i 316 dones) i 86 estaven aturades (27 homes i 59 dones). De les 328 persones inactives 103 estaven jubilades, 97 estaven estudiant i 128 estaven classificades com a «altres inactius».

### Ingressos
El 2009 a Cousances-les-Forges hi havia 696 unitats fiscals que integraven 1.738,5 persones, la mediana anual d'ingressos fiscals per persona era de 15.526 €.

### Activitats econòmiques
Dels 37 establiments que hi havia el 2007, 2 eren d'empreses extractives, 1 d'una empresa alimentària, 5 d'empreses de fabricació d'altres productes industrials, 3 d'empreses de construcció, 6 d'empreses de comerç i reparació d'automòbils, 5 d'empreses de transport, 2 d'empreses d'hostatgeria i restauració, 2 d'empreses d'informació i comunicació, 1 d'una empresa financera, 1 d'una empresa immobiliària, 7 d'entitats de l'administració pública i 2 d'empreses classificades com a «altres activitats de serveis».
Dels 9 establiments de servei als particulars que hi havia el 2009, 1 era una oficina de correu, 2 tallers de reparació d'automòbils i de material agrícola, 1 autoescola, 1 paleta, 1 fusteria, 1 lampisteria, 1 electricista i 1 perruqueria.
Dels 2 establiments comercials que hi havia el 2009, 1 era una botiga de més de 120 m² i 1 una botiga de menys de 120 m².
L'any 2000 a Cousances-les-Forges hi havia 13 explotacions agrícoles que ocupaven un total de 565 hectàrees.

## Equipaments sanitaris i escolars
L'únic equipament sanitari que hi havia el 2009 era una farmàcia.
El 2009 hi havia 1 escola maternal i 1 escola elemental.

## Poblacions més properes
El següent diagrama mostra les poblacions més properes.